# Martin Luther King

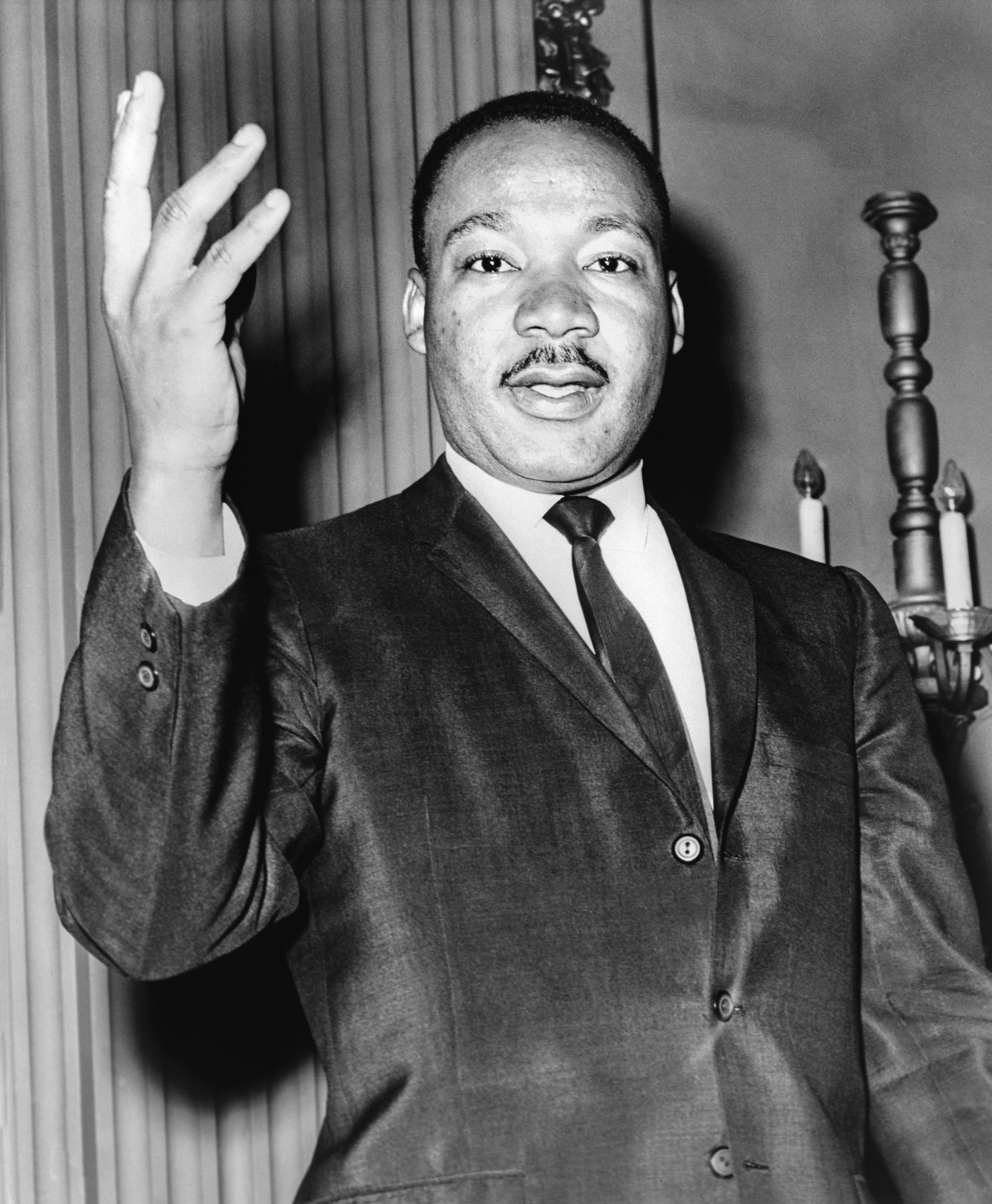
Martin Luther King, 1964.

Martin Luther King, Jr. född 15 januari 1929 i Atlanta i Georgia, död 4 april 1968 i Memphis i Tennessee (mördad), var en amerikansk pastor, aktivist och framstående ledare inom den afroamerikanska medborgarrättsrörelsen. Han är mest känd som en symbol för utvecklingen av medborgerliga rättigheter i USA och runt om i världen, med hjälp av fredliga metoder efter Mahatma Gandhis läror. King har blivit en nationell symbol för den moderna amerikanska liberalismens historia. Detta trots att han i slutet av sitt liv var socialist.
Som baptistpastor blev King en medborgarrättskämpe tidigt i sin karriär. Han ledde bussbojkotten i Montgomery 1955 och hjälpte till att grunda Southern Christian Leadership Conference 1957 och tjänstgjorde som dess första ordförande. Kings ansträngningar ledde till marschen till Washington 1963 där King höll sitt "I Have a Dream"-tal. Där utökade han amerikanska värden genom visionen om ett samhälle som behandlade människor utifrån helheten av ens karaktär och etablerade sitt rykte som en av de främsta talarna i amerikansk historia.
År 1964 blev King, den då yngsta personen att motta Nobels fredspris för sitt arbete att avsluta rassegregering och rasdiskriminering genom civil olydnad och andra fredliga medel. Vid tiden för sin död 1968 fokuserade han sina ansträngningar på att få ett slut på fattigdomen och stoppa Vietnamkriget.
King mördades den 4 april 1968 i Memphis, Tennessee. Han tilldelades Frihetsmedaljen 1977 och Kongressens guldmedalj 2004 postumt. Martin Luther King-dagen etablerades som en amerikansk federal helgdag 1986.

## Biografi

### Uppväxt och utbildning
Martin Luther King, Jr. hette från början Michael King Jr. Han föddes i Atlanta i Georgia, som son till baptistpastor Martin Luther King, Sr., "Daddy King", som talade i sina gudstjänster om diskrimineringen i USA. Även Martin Luther Kings farfar var baptistpastor, båda var verksamma i Georgia. Kyrkan hade en stor roll i familjen Kings barns uppväxt.
Under sin uppväxt fick King flera gånger känna på baksidan av den aktiva rasåtskillnadspolitiken. Ett exempel var att han lekte väldigt mycket med några vita pojkar, och de var goda vänner. Men en dag skickade de vita pojkarnas mor hem King med budskapet: "Pojkarna kan inte leka med King mera, och han kan inte komma undan längre". Detta eftersom de var för gamla, och segregationspolitiken började ta fart i deras liv.
Vid 15 års ålder började King på Morehouse College i Atlanta, där han 1948 avlade filosofie kandidatexamen (B.A.) i sociologi. Han fortsatte sedan studierna vid Crozer Theological Seminary i Chester i Pennsylvania, där han tog en teologie kandidatexamen (B.Div) 1951. I september samma år påbörjade King sina doktorandstudier vid Boston University och han blev teologie doktor i systematisk teologi 1955.
Den 18 juni 1953 gifte sig Martin Luther King med Coretta Scott King, i brudens föräldrahem i Heiberger i Alabama, han var 24 och hon 26 år. De fick fyra barn: Yolanda King (1955–2007), Martin Luther King III (f. 1957), Dexter Scott King (1961–2024) och Bernice King (f. 1963).

### Medborgarrättsrörelsen

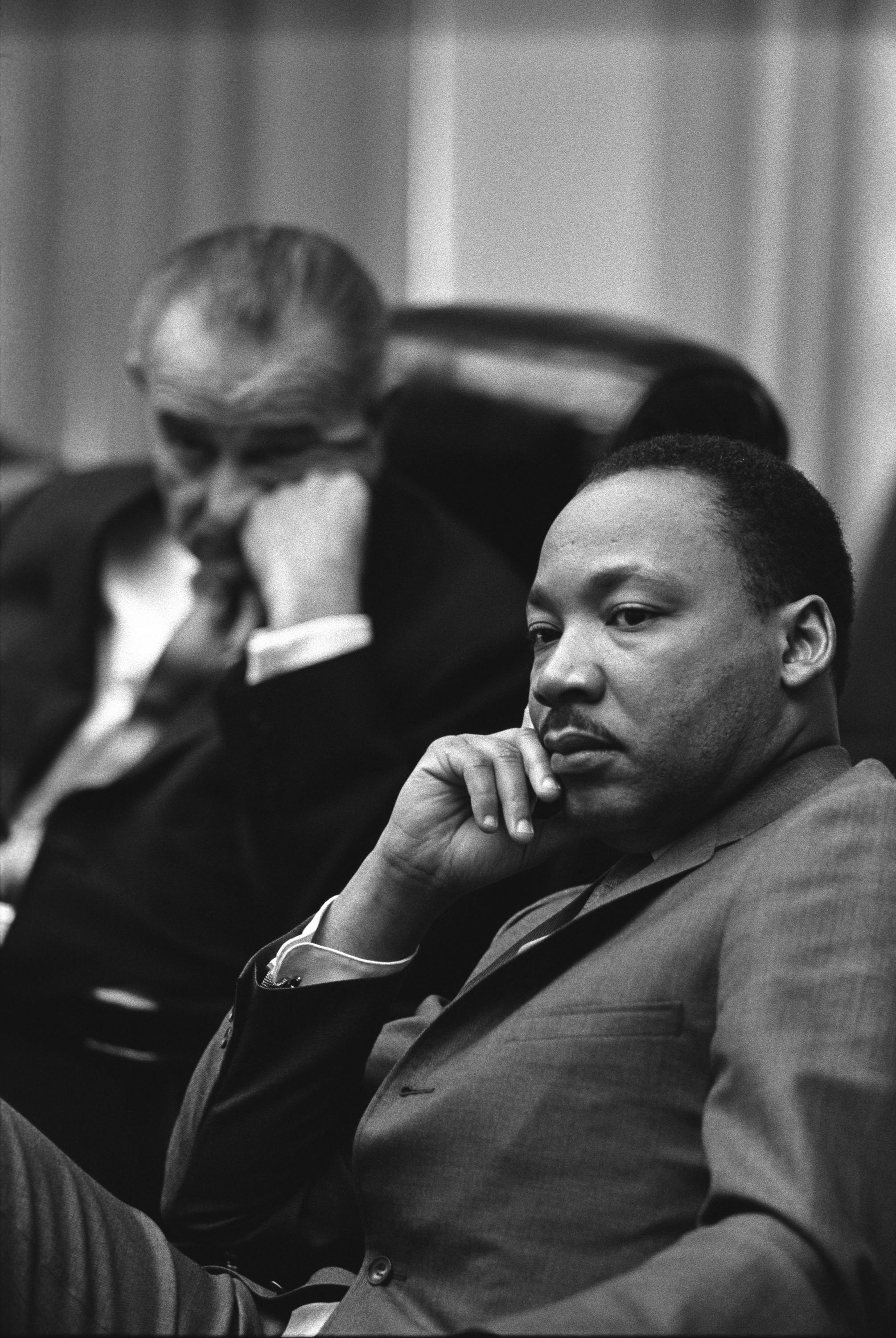
Martin Luther King och Lyndon B. Johnson.

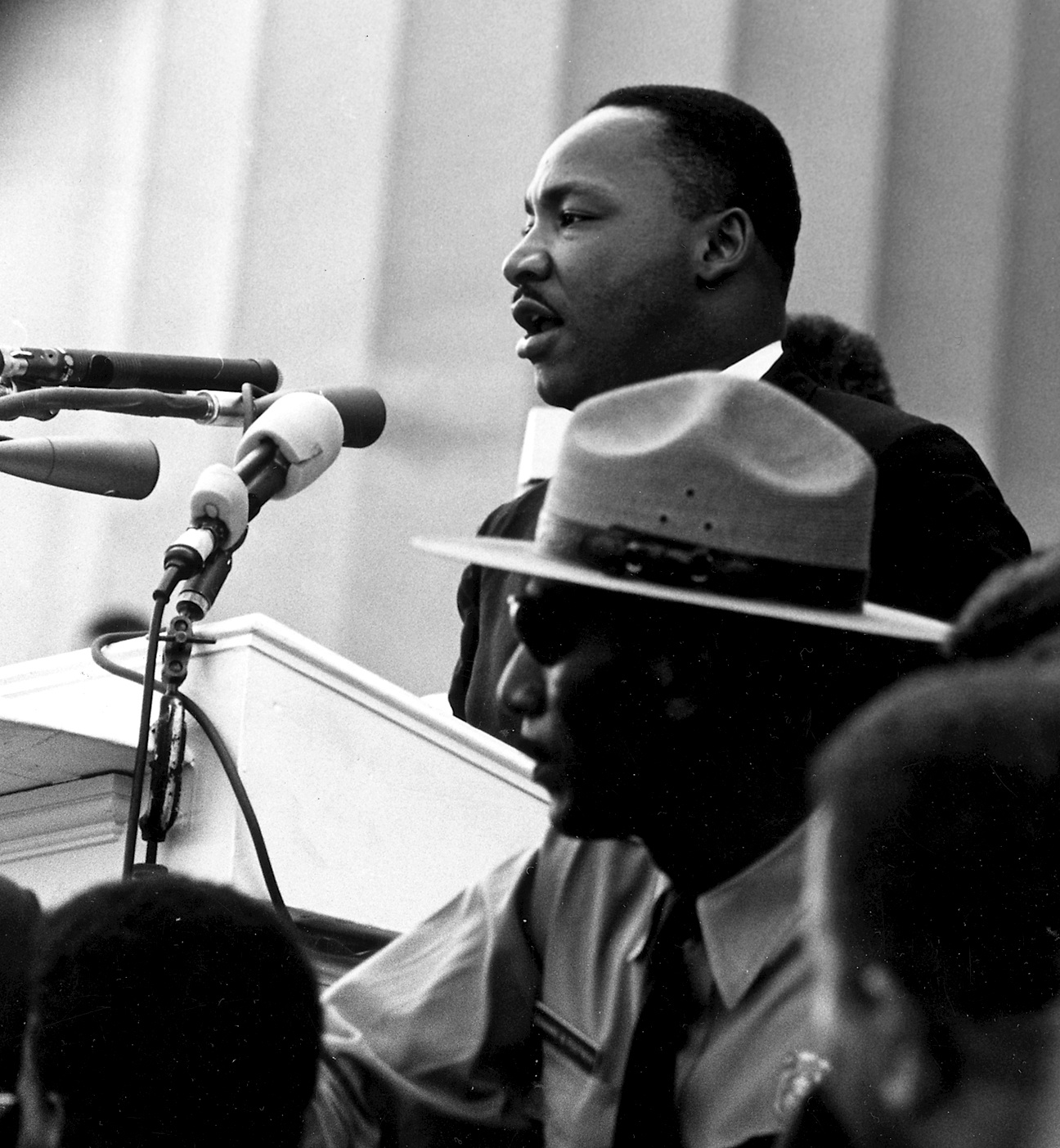
Martin Luther King under ett tal i Washington.

År 1957 var King med och bildade Medborgarrättsrörelsen Southern Christian Leadership Conference  och var rörelsens ordförande 1957–1966. King hade en förmåga att hålla tal som rörde åhörarna vid hjärtat och han kom att bli en ledande gestalt och symbol för kampen mot rasism och för medborgarrättigheter i slutet på 1950-talet.  Han fick uppmärksamhet över hela USA som ledare av den 381 dagar långa bojkotten av busstrafiken 1955–1956 som var en följd av den afroamerikanska kvinnan Rosa Parks vägran att sätta sig längst bak i bussen i Montgomery i Alabama.
År 1963 organiserade han en marsch till huvudstaden Washington, D.C. – marschen samlade mer än 200 000 deltagare, som krävde lika rättigheter för svarta som för vita. Det var vid detta tillfälle som han odödliggjordes som talare genom det tal han höll vid Lincolnmonumentet i Washington, D.C. den 28 augusti 1963 – I have a dream. Talet har uppmärksammats i bland annat flera olika föreläsningar.
År 1964 erhöll han Nobels fredspris och efter 1963 valdes han som "Man of the Year" av den amerikanska tidskriften Time.
I mitten på 1960-talet kritiserade allt fler militanta svarta organisationer hans moderata politik. Bland annat bildades Svarta pantrarna den 16 oktober 1966, som tyckte att Kings fredliga lösningar hade misslyckats.

### Mordet
Martin Luther King mördades på Lorraine Hotel, på balkongen utanför rum 306 i Memphis i Tennessee den 4 april 1968, kl. 18:01, där han befann sig för att organisera en demonstration. Han lutade sig ut över balkongräcket till sitt rum, som var beläget på andra våningen, och pratade med några kollegor då han sköts av en man vid namn James Earl Ray. Efter mordet på King utbröt svåra oroligheter i de amerikanska storstäderna. Omfattande bränder och kravaller ägde rum i bland annat Washington, D.C., Detroit och Chicago, där trupper från nationalgardet hjälpte polisen att återställa ordningen. Undantagstillstånd rådde i ett fyrtiotal städer; tusentals människor arresterades och ett trettiotal dödades.
Ray lyckades fly men greps två månader senare på flygplatsen Heathrow i London. Han erkände sig skyldig och blev dömd till 99 års fängelse. Det finns dock de som hävdar att det inte var Ray som begick brottet. Än i dag spekuleras det om att mordet på King var en konspiration som såväl FBI och CIA som maffian är misstänkta för att ligga bakom. Ray avled i fängelset 1998 till följd av leversjukdom och njursvikt.
Dagen innan Martin Luther King mördades i Memphis höll han ännu ett berömt tal:
I've been to the mountain top.

Well, I don't know what will happen now. We've got some difficult days ahead.

But it really doesn't matter with me now, because I've been to the mountaintop. And I don't mind.

Like anybody, I would like to live a long life. Longevity has its place. But I'm not concerned about that now. I just want to do God's will. And He's allowed me to go up to the mountain.

And I've looked over and I've seen the Promised Land.

I may not get there with you, but I want you to know tonight that we as a people will get to the Promised Land.

So I'm happy tonight.

I'm not worried about anything, I'm not fearing any man.

Mine eyes have seen the glory of the coming of the Lord.
Jag har varit uppe på bergets topp.

Nja, jag vet inte vad som kommer att hända nu. Vi har några jobbiga dagar framför oss.

Men det spelar i sanning ingen roll för mig nu, för jag har varit uppe på bergets topp. Och det har jag inget emot.

Precis som alla andra skulle jag vilja leva ett långt liv. Ett långt liv har sin värdighet. Men jag bryr mig inte om det nu. Jag vill bara följa Guds vilja. Och Han har tillåtit mig att bestiga berget.

Och jag har skådat över till den andra sidan och jag har sett det Förlovade landet.

Jag kanske inte kommer dit med er, men jag vill att ni ska veta här ikväll att vi som ett folk kommer att komma till det Förlovade landet.

Så jag är lycklig här ikväll.

Jag oroar mig inte för något. Jag fruktar ingen människa.

Mina ögon har skådat saligheten i Herrens ankomst.

### Upplopp efter mordet
Martin Luther King Jr var ledare för medborgarrättsrörelsen i USA under andra halvan av 1900-talet. Han var även talesman för ickevåldsrörelsen. Många blev därför upprörda och besvikna över Kings död. De ansåg att våld var det enda sättet att göra motstånd på effektivaste sätt. Det var främst svarta som gjorde motstånd, men alla var inte fattiga utan många tillhörde även medelklassen. Medierna refererade till dessa händelser som “rasupplopp”, men det är få våldshandlingar mellan svarta och vita som bekräftats.
I april 1968 bröt upploppen ut i över 100 städer, i New York begav sig borgmästare John Lindsay direkt till Harlem. Han beklagade Martin Luther Kings Jr död för de svarta medborgarna samt förklarade att han arbetade mot fattigdom. Lindsey berömdes för att ha hindrat flera större upplopp i New York, medan andra stora städer stod i brand.
I Indianapolis höll Robert F. Kennedy ett tal om mordet på Martin Luther King Jr. och berömdes för att ha stoppat ett upplopp där. I Boston kan ett upplopp ha hindrats i samband med en James Brown-konsert kvällen den 5 april. Innan konserten talade borgmästare Kevin White, James Brown och kommunfullmäktige Tom Atkins om fred och sammanhållning för publiken.

## Eftermäle
Vid Kings begravning var Robert F. Kennedy en av begravningsgästerna; denne mördades två månader senare under sin valkampanj till USA:s presidentpost på ett hotell i Los Angeles i Kalifornien.
Den 19 juni samma år firades i Washington "Solidaritetens dag", en jättedemonstration mot fattigdom, krig och rasförtryck. I spetsen för tåget gick Kings änka, Coretta King, och kandidaten till demokraternas nominering av presidentkandidat samma år, Eugene McCarthy.
I januari 2004 instiftades Martin Luther King-priset som för första gången kom att delas ut på Martin Luther King-dagen samma år och som firas som en allmän helgdag i USA den tredje måndagen i januari.
Martin Luther King skrev flera böcker, bland dem Strength to Love 1963 och hans änka, Coretta Scott King utgav 1969 sina memoarer, Mitt liv med Martin Luther King (på svenska utgivna under titeln Martin Luther King – en självbiografi).
Den 9 januari 2018 signerade USA:s president Donald Trump en lag som uppgraderade Kings födelseplats i Atlanta till National Historic Landmark (NHL). En plats med NHS-status är ett officiellt erkänt område av nationell historisk betydelse i USA.
Asteroiden 2305 King är uppkallad efter honom.

## Bildgalleri

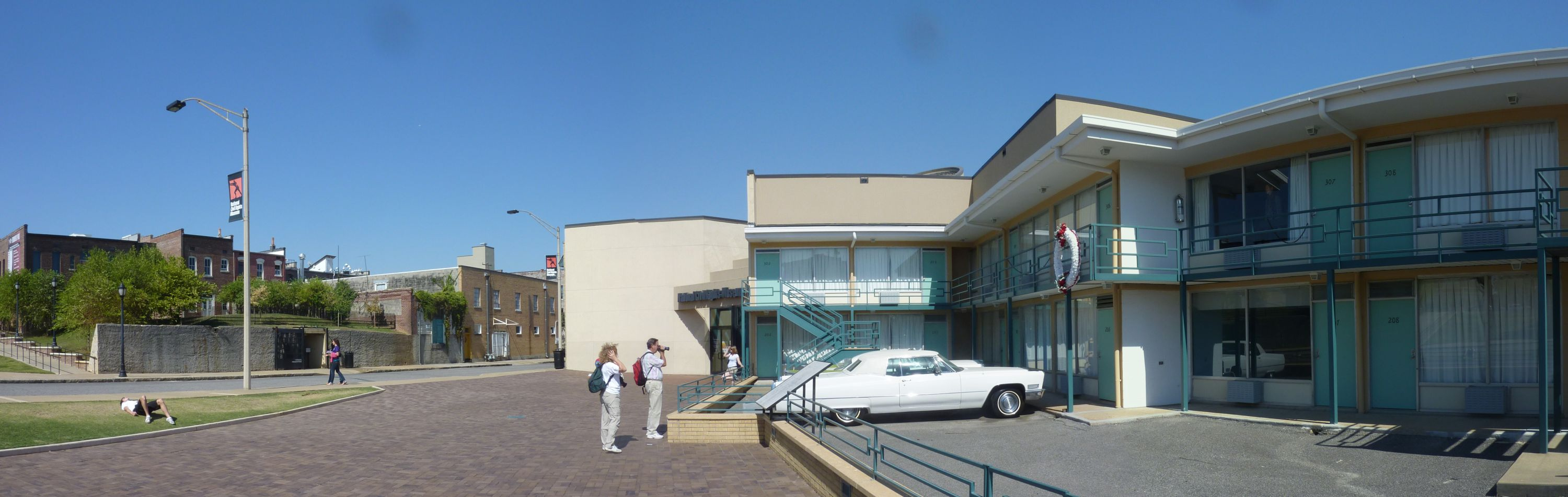
Lorraine Motel där Martin Luther King mördades, James Earl Ray sköt från byggnaden på andra sidan gatan. Lorraine Motel är säte för National Civil Rights Museum.
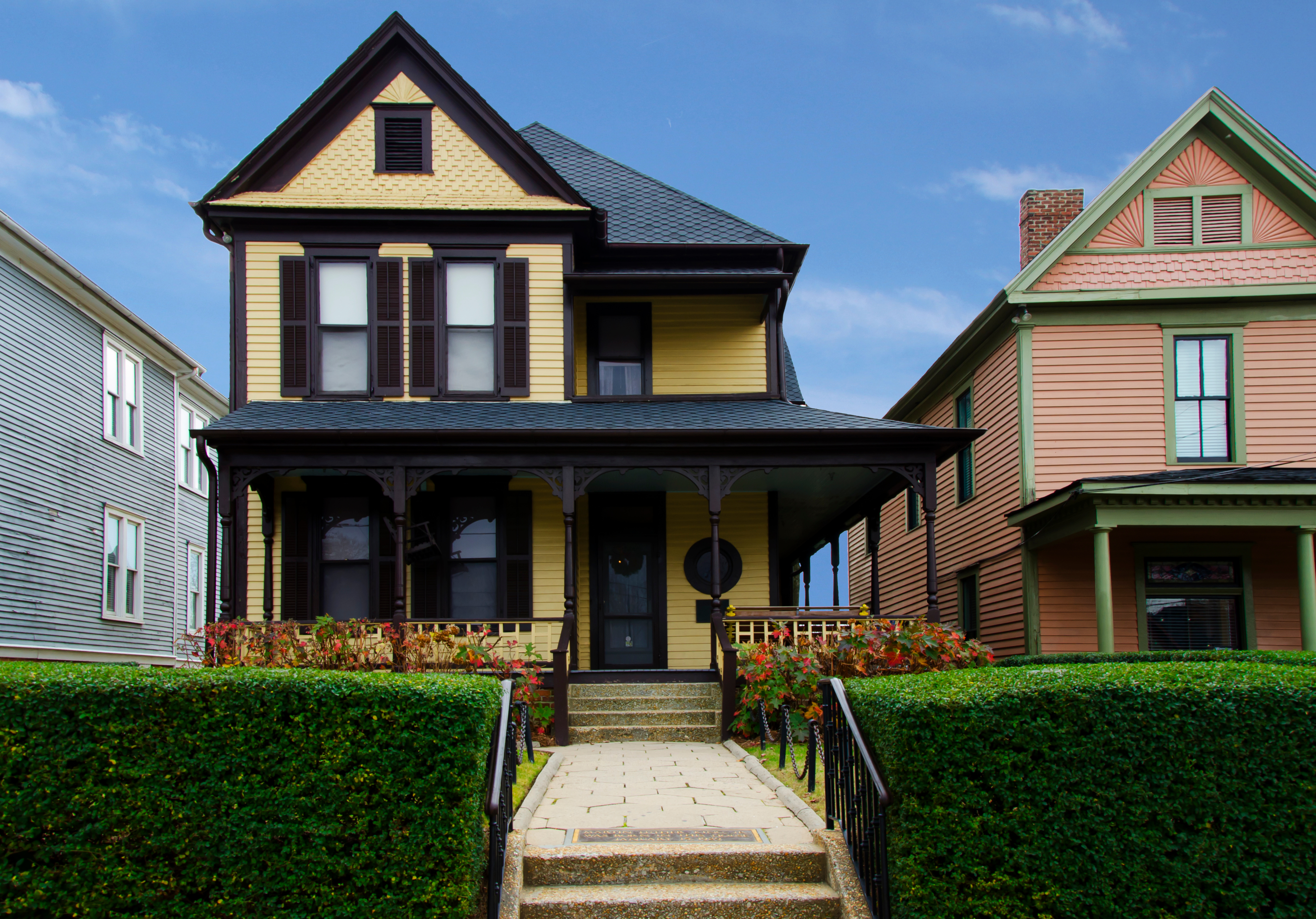
Martin Luther Kings barndomshem i Atlanta.
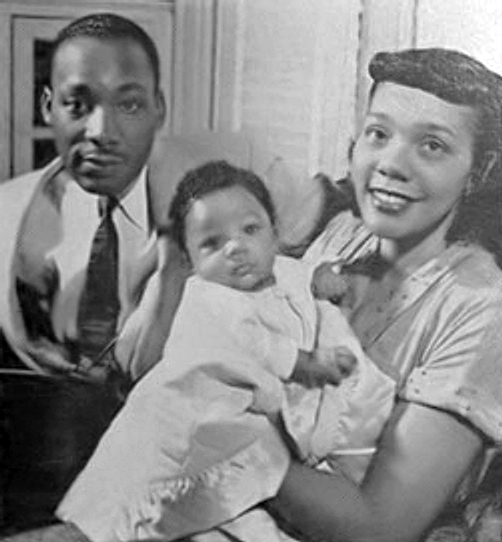
Paret King med sin dotter Yolanda King 1956.
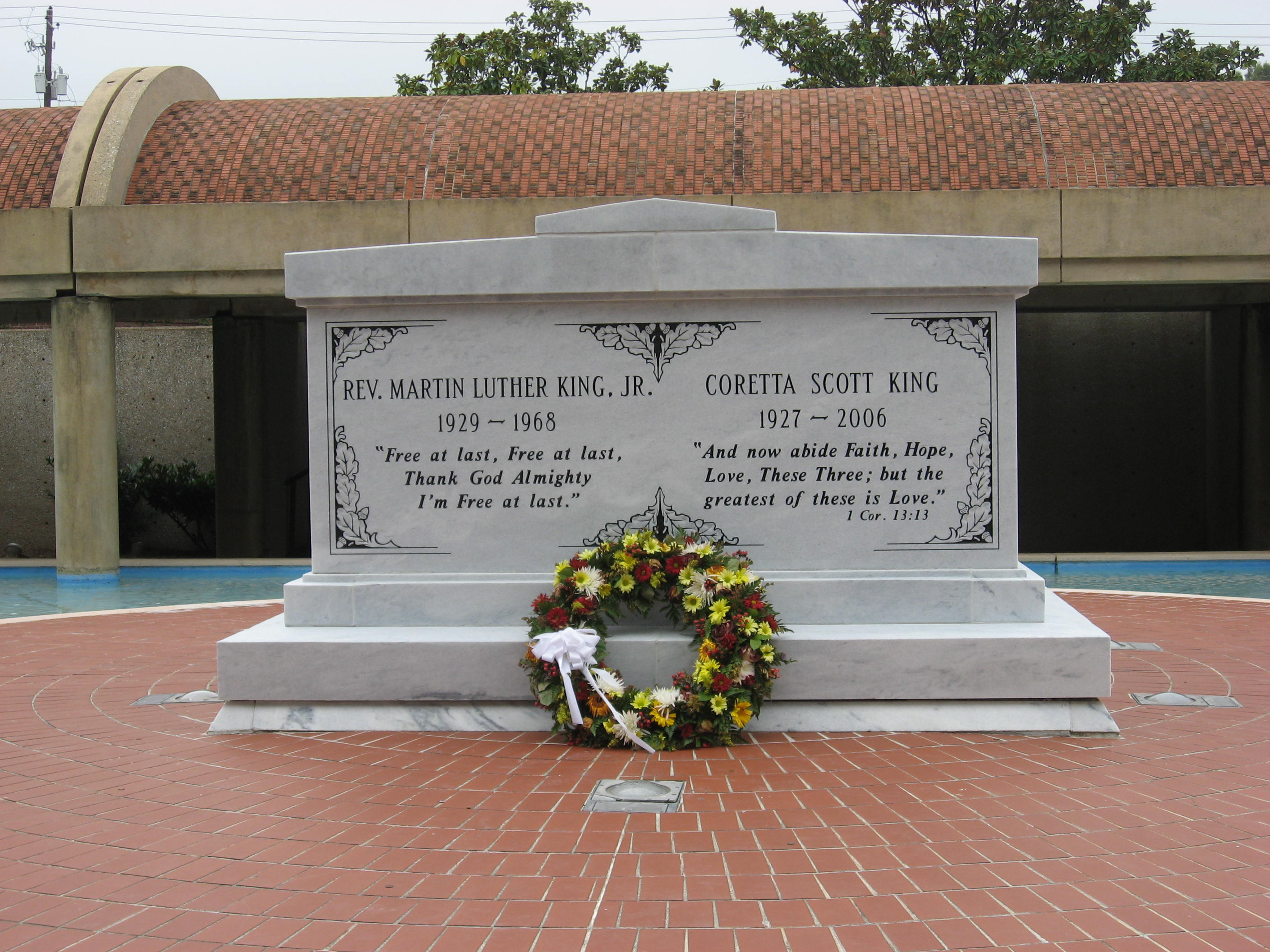
Paret Kings gemensamma grav vid MLK Historic Site i Atlanta.